# Steven Müller
Steven Müller (* 15. September 1990 in Kassel) ist ein deutscher Leichtathlet, der sich auf Sprints spezialisiert hat.

## Berufsweg
An der Universität Kassel studiert Steven Müller Berufspädagogik in den Fächern Sport und Maschinenbau/Metalltechnik auf Bachelor.

## Sportliche Laufbahn
In seiner Jugend war Steven Müller im American Football aktiv. Mit dem Aufstieg in die Männerklasse wechselte er von Kassel nach Paderborn in die dritte Liga und erhielt nach einem Jahr bei den Paderborn Dolphins sogar Angebote aus der 1. Liga, der German Football League. Zur Verbesserung seiner Schnelligkeit kam Müller mit dem Leichtathletiktrainer Otmar Velte zusammen und belegte auf Anhieb Platz 15 der DLV-Jahresbestenliste 2013 über 200 Meter. Sein eigentlich als Ergänzungstrainer engagierter Coach überzeugte ihn ganz auf die Leichtathletik als Leistungssport umzusatteln. In den folgenden Jahren kam Müller regelmäßig auf vordere Plätze bei nationalen Meisterschaften. Mehrfach holte er Deutsche Hochschulmeistertitel in der Halle und im Freien.
2017 wurde Müller zum dritten Mal in Folge Doppelhochschulmeister über 100 und 200 Meter. Im Vorlauf bei den Deutschen Meisterschaften in Erfurt unterbot er erstmals beim 200-Meter-Lauf mit 20,80 s die 21-Sekunden-Marke und erreichte im Finale mit 20,81 (exakt 20,803 s) den 5. Rang.
2018 holte Müller bei den Deutschen Hallenmeisterschaften in der Dortmunder Helmut-Körnig-Halle über 200 Meter mit persönlicher und gleichzeitiger Hallenbestzeit von 21,05 s seinen ersten nationalen Titel bei den Aktiven.

## Vereinszugehörigkeiten
Steven Müller startet seit Saisonbeginn 2016 für die LG ovag Friedberg-Fauerbach und war zuvor beim LC Paderborn. Als American-Football-Spieler spielte er für die Paderborn Dolphins.

## Bestleistungen
(Stand: 4. August 2019)

Halle
- 60 m: 6,73 s, Frankfurt, 2. Februar 2019[3]
- 200 m: 21,05 s, Dortmund, 18. Februar 2018

Freiluft
- 100 m: 10,33 s (+1,8 m/s), Rhede, 16. Juni 2018
- 200 m: 20,42 s (+1,0 m/s), Berlin, 4. August 2019
- 150 m: 15,46 s (- 0,1 m/s) Pliezhausen, 13. Mai 2018
- 300 m: 33,80 s Pliezhausen, 8. Mai 2022
- 400 m: 47,92 s Friedberg, 24. Juni 2020

## Erfolge
national & international
- 2014: Deutscher Hallen-Hochschulmeister (200 m)
- 2014: Deutscher Hallen-Hochschulvizemeister (60 m)
- 2014: 6. Platz Deutsche Hallenmeisterschaften (200 m)
- 2015: Deutscher Hallen-Hochschulmeister (200 m)
- 2015: 4. Platz Deutsche Hallen-Hochschulmeisterschaften (60 m)
- 2015: Deutscher Hochschulmeister (100 und 200 m)
- 2016: 4. Platz Deutsche Meisterschaften (200 m)
- 2016: Deutscher Hallen-Hochschulvizemeister (200 m)
- 2016: Deutscher Hochschulmeister (100 und 200 m)
- 2017: 4. Platz Deutsche Hallenmeisterschaften (200 m)
- 2017: Deutscher Hochschulmeister (100 und 200 m)
- 2017: 5. Platz Deutsche Meisterschaften (200 m)
- 2018: 4. Platz Deutsche Hallen-Hochschulmeisterschaften (60 m)
- 2018: Deutscher Hallenmeister (200 m)
- 2018: Vizemeister Deutsche Meisterschaften (200 m)
- 2019: Deutscher Meister (200 m)
- 2020: Deutscher Meister (200 m)
- 2021: Vizemeister Deutsche Meisterschaften (200 m)
- 2021: Teilnahme Olympische Spiele Tokio (200 m)
- 2022: Teilnahme Deutsche Meisterschaften (200 m)
- 2023: 3. Platz Deutsche Meisterschaften (200 m)